# Steph Lady
Pour les articles homonymes, voir Lady (homonymie).
Steph Lady est un scénariste et producteur américain.

## Filmographie

### Cinéma
Scénariste
- 1994 : Frankenstein de Kenneth Branagh

Producteur
- 1998 : Docteur Dolittle de Betty Thomas

## Distinctions
Nominations
- Saturn Award :
  - Saturn Award du meilleur scénario 1995 (Frankenstein)